# Église Notre-Dame-des-Neiges de Trie-sur-Baïse
L'église Notre-Dame-des-Neiges est un édifice religieux situé à Trie-sur-Baïse, dans le département des Hautes-Pyrénées en Occitanie. Cet ancien lieu de culte catholique témoigne de l’histoire religieuse et architecturale de la région.

## Historique
L’église Notre-Dame-des-Neiges fut construite à partir de 1325, selon une légende locale. Les notables de la ville, ne parvenant pas à se mettre d'accord sur l'emplacement de la chapelle, furent surpris par une chute de neige en plein mois d'août. Seul un emplacement en forme de croix n'était pas recouvert de neige, et ils décidèrent d'y édifier la chapelle. La construction de l'église actuelle commença dans la première moitié du XVe siècle et s'acheva en 1494.
L'église est inscrite au titre des Monuments historiques par arrêté du 14 décembre 1928.

## Architecture
L’édifice se distingue par son style gothique méridional, caractérisé par :
- Une façade ornée de détails, statues ou éléments spécifiques.
- Une nef unique de six travées et un chœur polygonal.
- Des vitraux représentant des scènes bibliques ou des saints.

Le clocher de l’église, ajouté au XVe siècle, est un élément marquant de l’édifice, avec une tour clocher de 27 mètres et une flèche de 6 mètres.